# Iván Felipe Silva
Iván Felipe Silva Morales (né le 8 février 1996 à Matanzas) est un judoka cubain.

## Carrière
Il remporte la médaille d'argent lors des Jeux panaméricains de 2015 en moins de 81 kg et la médaille d'or en moins de 90 kg aux Jeux panaméricains de 2019.
Aux Championnats panaméricains de judo, il est médaillé d'or des moins de 90 kg en 2017, 2018, 2019, 2020 et 2022, et médaillé de bronze des moins de 81 kg en 2014 et 2016.
Il est médaillé d'argent des moins de 90 kg aux championnats du monde de 2018.

## Palmarès

### Compétitions internationales
| Année | Compétition                | Lieu           | Résultat | Catégorie         |
| ----- | -------------------------- | -------------- | -------- | ----------------- |
| 2014  | Championnats panaméricains | Guayaquil      | 3e       | Moins de 81 kg    |
| 2015  | Jeux panaméricains         | Toronto        | 2e       | Moins de 81 kg    |
| 2016  | Championnats panaméricains | La Havane      | 3e       | Moins de 81 kg    |
| 2017  | Championnats panaméricains | Panama         | 1er      | Moins de 90 kg    |
| 2018  | Championnats panaméricains | San José       | 1er      | Moins de 90 kg    |
| 2018  | Championnats du monde      | Bakou          | 2e       | Moins de 90 kg    |
| 2019  | Championnats panaméricains | Lima           | 1er      | Moins de 90 kg    |
| 2019  | Jeux panaméricains         | Lima           | 1er      | Moins de 90 kg    |
| 2020  | Championnats panaméricains | Guadalajara    | 1er      | Moins de 90 kg    |
| 2022  | Championnats panaméricains | Lima           | 1er      | Moins de 90 kg    |
| 2023  | Jeux panaméricains         | Santiago       | 1er      | Moins de 90 kg    |
| 2023  | Jeux panaméricains         | Santiago       | 1er      | Par équipes mixte |
| 2024  | Championnats panaméricains | Rio de Janeiro | 3e       | Moins de 90 kg    |

### Masters mondial, Tournois Grand Chelem et Grand Prix
| Année | Compétition  | Lieu     | Résultat | Catégorie       |
| ----- | ------------ | -------- | -------- | --------------- |
| 2016  | Grand Chelem | Bakou    | 3e       | Moins de 81 kg  |
| 2016  | Grand Prix   | Almaty   | 1er      | Moins de 81 kg  |
| 2017  | Grand Prix   | Cancún   | 3e       | Moins de 90 kg  |
| 2018  | Grand Prix   | Budapest | 3e       | Moins de 90 kg  |
| 2018  | Grand Prix   | Cancún   | 1er      | Moins de 90 kg  |
| 2019  | Grand Prix   | Tbilissi | 1er      | Moins de 90 kg  |
| 2019  | Grand Prix   | Hohhot   | 3e       | Moins de 90 kg  |
| 2019  | Grand Prix   | Budapest | 3e       | Moins de 90 kg  |
| 2019  | Grand Chelem | Brasilia | 2e       | Moins de 90 kg  |
| 2020  | Grand Chelem | Paris    | 3e       | Moins de 90 kg  |
| 2022  | Grand Chelem | Tel Aviv | 3e       | Moins de 90 kg  |
| 2022  | Grand Chelem | Antalya  | 1er      | Moins de 90 kg  |
| 2022  | Grand Chelem | Budapest | 3e       | Moins de 90 kg  |
| 2023  | Grand Chelem | Paris    | 3e       | Moins de 90 kg  |
| 2023  | Grand Chelem | Tbilissi | 3e       | Moins de 90 kg  |
| 2024  | Grand Prix   | Linz     | 1er      | Moins de 90 kg  |
| 2024  | Grand Chelem | Antalya  | 3e       | Moins de 90 kg  |
| 2025  | Grand Chelem | Paris    | 3e       | Moins de 100 kg |
| 2025  | Grand Chelem | Tachkent | 3e       | Moins de 100 kg |
| 2025  | Grand Prix   | Linz     | 1er      | Moins de 100 kg |